# Mariella Nava
Mariella Nava (* 3. Februar 1960 in Tarent; eigentlich Maria Giuliana Nava) ist eine italienische Sängerin und Liedermacherin.

## Werdegang
Nava begann ihre Karriere 1985 mit dem Lied Questi figli, das sie für Gianni Morandi schrieb. Als Sängerin gab sie 1987 beim Sanremo-Festival ihr Debüt. Sie erreichte mit ihrem Lied beim Nachwuchswettbewerb das Finale. Im Jahr darauf erschien ihr erstes Album, das mit dem Preis der italienischen Schallplattenkritik als bestes Erstlingswerk ausgezeichnet wurde.
In den folgenden Jahren schrieb sie regelmäßig Titel für viele ihrer Kollegen, wie etwa Andrea Bocelli, Loredana Bertè, Gigi d’Alessio, Mietta, Irene Fargo, Tosca, Amii Stewart, Eduardo De Crescenzo, Syria, Annalisa Minetti oder Renato Zero, der mit ihrem Lied Spalle al muro beim Sanremo-Festival 1991 den zweiten Platz belegte.
Eine Auswahl der Lieder, die sie für andere schrieb, kann man auf ihrem Album Condivisioni finden, auf dem sie mit den Originalinterpreten diese Lieder als Duette aufgenommen hat. Das Album erschien Ende 2004 und enthält auch neue Stücke, die sie solo singt. Mit einer Ausnahme: ein Duett in Italienisch und Englisch zusammen mit Dionne Warwick.
Ihren größten Erfolg als Sängerin feierte sie beim Sanremo-Festival 1999. Dort gelang ihr der dritte Platz mit dem Lied Così è la vita.
2000 präsentierte sie beim Sanremo-Festival im Duett mit Amedeo Minghi das Lied Futuro come te.
Am Sanremo-Festival nahm sie insgesamt achtmal teil.

## Erfolgstitel
- 1987 Fai piano
- 1987 Ora si può dormire
- 1988 Uno spiraglio al cuore
- 1989 Il giorno e la notte
- 1991 Gli uomini
- 1992 Mendicante
- 1993 Salvati amore
- 1994 Terra mia
- 1994 Esco in scena
- 1998 Dimmi che mi vuoi bene
- 1999 Così è la vita
- 1999 Come mi vuoi
- 2000 Futuro come te (Duett mit Amedeo Minghi)
- 2002 Il cuore mio
- 2005 It’s forever (Duett mit Dionne Warwick)
- 2007 Dentro una rosa

| Personendaten    | Personendaten         |
| ---------------- | --------------------- |
| NAME             | Nava, Mariella        |
| ALTERNATIVNAMEN  | Nava, Maria Giuliana  |
| KURZBESCHREIBUNG | italienische Sängerin |
| GEBURTSDATUM     | 3. Februar 1960       |
| GEBURTSORT       | Tarent, Italien       |